# Truus van Gijzen
Trijntje (Truus) van Gijzen (Maassluis, 11 augustus 1939) is een Nederlands voormalig politica voor het CDA.

## Leven en werk
Van Gijzen was van 1954 tot 1962 administratief- en secretariaatsmedewerkster en werkte daarna als maatschappelijk werkster bij de Dienst voor Sociale Zaken in Bussum. Ze was actief voor de ARP en het CDA, met name in de vrouwenorganisaties van die partijen. Van 1991 tot 1995 was ze lid van de Eerste Kamer der Staten-Generaal. Ze was woordvoerster sociale zaken van de CDA-fractie en voerde in die hoedanigheid het woord bij debatten over belangrijke wetgeving op het gebied van de sociale zekerheid. Ze was daarnaast vicevoorzitter van de Raad voor het Jeugdbeleid.
- Parlement.com: vg09llp5wjzi